# Велий Лонг
Ве́лий Лонг (лат. Velius Longus; II век) — древнеримский грамматик времён правления императора Адриана (или Траяна).
До наших дней дошло его небольшое сочинение «Об орфографии» (лат. De оrphographia). Макробий и Мавр Сервий Гонорат упоминают Лонга как комментатора Вергилия.